# Paramelania iridescens
Paramelania iridescens là một loài ốc nước ngọt nhiệt đới với một nắp, là động vật chân bụng sống dưới nước động vật thân mềm trong họ Thiaridae. Loài này phân bố ở Burundi, Cộng hòa Dân chủ Congo, Tanzania, và Zambia. Môi trường sống tự nhiên của chúng là hồ nước ngọt.